# Tlenek miedzi(I)
Tlenek miedzi(I), Cu2O – nieorganiczny związek chemiczny z grupy tlenków, w którym miedź występuje na I stopniu utlenienia. W przyrodzie występuje jako minerał o nazwie kupryt (o mocno czerwonym zabarwieniu) i przez wieki był jednym z głównych źródeł miedzi. Tlenek miedzi(I) stosowany jest do barwienia szkła.

## Otrzymywanie
Metody otrzymywania:
- ogrzewanie metalicznej miedzi z tlenkiem miedzi(II):

CuO + Cu → Cu
2O
- piroliza tlenku miedzi(II) (temp. >800 °C):

4CuO → 2Cu
2O + O
2↑
- piroliza węglanu amonu miedzi(I):

2CuNH
4CO
3 → Cu
2O + 2CO
2↑ + 2NH
3↑ + H
2O↑
- redukcja soli Cu2+
 za pomocą N
2H
4
- redukcja Cu(OH)
2 np. za pomocą SO
2 lub glukozy (por. próba Trommera i próba Fehlinga)
- reakcja chlorku miedzi(I) z alkaliami, np.:

2CuCl + 2NaOH → Cu
2O↓ + 2NaCl + H
2O
- elektroliza roztworu NaCl z użyciem elektrod miedzianych.

## Właściwości
Tworzy czerwonawobrązowe sześcienne kryształy. Nie rozpuszcza się w wodzie, natomiast roztwarza się w wodzie amoniakalnej:
Cu
2O + 4NH
3 + H
2O → 2[Cu(NH
3)
2]+
 + 2OH−

a także w stężonym kwasie solnym:
Cu
2O + 4HCl + H
2O → 2[CuCl
2]−
 + 2H
3O+

Utlenia się do tlenku miedzi(II), natomiast ogrzewany w atmosferze wodoru redukuje się do wolnej miedzi.